# Arman Chilmanov
Arman Chilmanov (20 de abril de 1984) é um taekwondista cazaque.
Arman Chilmanov competiu nos Jogos Olímpicos de 2008, na qual conquistou a medalha de bronze.